# 1977

## أحداث
- بداية الحرب الفيتنامية الكمبودية في 30 أبريل 1977 والتي انتهت في 23 أكتوبر 1991.
- بداية حرب أوغادين في 13 يوليو 1977 والتي انتهت في 15 مارس 1978.
- وقوع المناوشات المصرية الليبية بداية من 21 يوليو 1977 إلى 24 يوليو 1977.
- 30 مارس - وفاة الفنان عبد الحليم حافظ في لندن.
- 27 يونيو - استقلال جيبوتي عن فرنسا.
- 20 أغسطس - إطلاق المسبار الفضائي فوياجر 2.
- 5 سبتمبر - إطلاق المسبار الفضائي فوياجر 1.
- 11 أكتوبر - مقتل الرئيس اليمني إبراهيم الحمدي وتولى أحمد الغشمي الحكم
- 18 أكتوبر - تأسيس محكمة المدققين الأوروبية في لوكسمبورغ.
- 19 نوفمبر - زيارة أنور السادات رئيس مصر إلى إسرائيل وإلقاء كلمة في الكنيست.
- 4 ديسمبر - مظاهرات في منطقة الأندلس تطالب بحكم ذاتي موسع، أسفرت عن مقتل مانويل خوسيه غارثيا كاباروس.
- 31 ديسمبر - الشيخ جابر الأحمد الصباح يتولى الحكم في الكويت خلفاً للشيخ صباح السالم الصباح.

## مواليد
- آرش لباف
- آنا دي لا ريغيورا
- أتسوشي ياناغيساوا
- أديلتون مارتينز بولزان
- أرتور فيتشنياريك
- أرنولد بروجينك
- عبد العظيم مؤذن
- عبد الله أحمد الحمود الصباح
- أشرف إحسان فقيه
- ألبانو بيزاري
- ألكسندر موروزيفيتش
- أليساندرو باريزي
- أليساندرو لوكاريلي
- أليسيو دي ماورو
- أليكس مانينغر
- أمدي فايي
- أمل حجازي
- أنتوني بانكاريل
- أنتوني برايزات
- أندري تشوردا
- أنري كاتسو
- أنطونيو لانغيلا
- أنغولو
- أورلاندو بلوم
- أولوف ملبيرغ
- أوليفر أوشمان
- أيهان أكمان
- إبراهيم زافور
- إدغار راميرز
- إدوارد فورلونغ
- إريك شيل
- إريك نيفلاند
- إريون بوغداني
- إيدر قواتيريز
- إيفار إنغيمارسون
- إيفان كافيدس
- إيكون
- إيمان محمد علي
- إيمانويل الشريكي
- إيمانويلي بيلاردي
- ارنو كليمان
- الأميرة فيكتوريا من السويد
- الوناس قاواوي
- ايف لاروك
- بابي سار
- باتريشيا تافاريس
- باولو بيانكو
- براد ديلسون
- بروك ليسنر
- برونو بيرنر
- بريتاني ميرفي
- بريجيت برينتس
- برينت سانشو
- بشار عبد الله (لاعب)
- بغينش محمد كولييف
- بن ويليامز
- بول ستالتيري
- بيتر إنكلمان
- بينجامين هوغل
- بينيدكت ماكارثي
- بيير بيرنارد
- تامر حسني
- تايت كوبو
- تشيهيرو سوزوكي
- تميم البرغوثي
- تومازو روكي
- توماس كلينه
- تييري هنري
- ثورستين هيلستاد
- جابر بغدادي
- جامبا
- جان ميشيل سيغر
- جانلوكا زامبروتا
- جانلوكا غرافا
- جايسون أويل
- جستن جيملستوب
- جمال خرفوش
- جو هان
- جوزيف جوب
- جوسيبا إتشبيريا
- جوسيف موسوندا
- جون سينا
- جون هورويتز
- جيروم كرفييل
- جيريمي جانوت
- جيمس ستورم (مصارع)
- جيهان سليمان
- جيورجوس كاراغونيس
- جيوزيبي بيافا
- حاتم الطرابلسي
- حبيب باييه
- حسن صالحميدزيتش
- حسين عبد الغني (لاعب)
- حمود ناصر
- خالد الشمري
- خالد تاج الدين
- خوان ريدوندو
- خوستو فيلار
- خوسيتكسو
- خوسيه أورتيز بيرنال
- خوسيه كارلوس أروخو نونيس
- خيسوس ميندوزا أغيري
- دافيدي مانديلي
- داميانو زينوني
- داني ميرفي
- داني ميلز
- دانييل أندرسون
- دانييل كليفر
- دانييل مايستروفيتش
- دانييل موريرا
- دميتري كيريتشينكو
- دنكان أوتون
- دودو أوات
- ديف فاريل
- ديفيد ألبيلدا
- ديفيد تومبسون
- ديكو
- دينيلسون دي أوليفيرا أراوجو
- دييغو بلاسينتي
- ريم الميع
- راؤول تامودو
- رائد صالح
- رازفان ساباو
- رافشان إرماتوف
- روبرت إنكه
- روبيرتو بارونيو
- رودولفو بوديبو
- رومين بيتاو
- روي ماركيز
- روكسانا صابري
- ريان نيلسن
- ريتشارد رايت
- ريكاردو بيريز دي زابالزا غويتري
- ريما مكتبي
- زاكري كوينتو
- زهينغ بين
- سائد بشير هواري
- سارة ميشيل غيلار
- سارة وين كوليز
- ساشا إليتش
- سالم إبراهيم الرواني
- ساليف دياو
- سامانثا مورتن
- سانتياغو أكاسيتي
- ستيفانو غالفاني
- سعد الدوسري
- سليمان عبد الكريم الفهيم
- سليمة صفر
- سنان توزكو
- سوزان تميم
- سيدريك أنسيلين
- سيدريك أوراس
- سيرجيو أراغونيسيس
- سيرجيو فيرنانديز غونزاليز
- سيزار مارتن
- سيلفان ديستان
- سيموني بيروتا
- سييابونغا نومفيتي
- شاكيرا
- شعباني نوندا
- شهزاد روى
- صاحب العبد الله
- صالح البريكي
- صن جيهاي
- طارق التائب
- طارق السكتيوي
- عادل اسكندر
- عبد الباسط عودة
- عبد الله الجمعان
- عبد الرحمن حماد
- عثمان دابو
- علي الخطابي
- غادة عويس
- غاربا لاوال
- غريغوري بايزلي
- غوستافو نيري
- فوزي العودة
- فواز الرجيب
- فابيانو إلر
- فابيو غروسو
- فارس مهدي
- فرناندو ساليس
- فريدرك ليونبرغ
- فريديريك كانوتي
- فلويد مايويذر جونيور
- فيتورينو هيلتون
- فيرناندو فايسينت
- فيكتور كاربينكو
- فيل نيفيل
- فيليبي جورج
- فرمان علي خان
- قيس الشيخ نجيب
- قيس هشام
- كاري والغرين
- كال بين
- كانييه ويست
- كرستين ستيجمان
- كريس مارتن
- كريستوف لاندرين
- كريستيان أبياتي
- كريستيان باسيلا
- كريستيان زينوني
- كريستيان كالفينيس
- كريستيانو زانيتي
- كريستيانو ماركيز غوميز
- كليمرسون أراخو
- كودجو أفانو
- كولن هانكس
- كونستانتين زيريانوف
- كونستانتينوس إيكونوميديس
- كوينتون فورتشن
- كيفن ديفيز
- كيفن كيلبان
- كيفين روز
- كيكي موسامبا
- كيم نام إيل
- لاورين
- لمياء طارق
- لوسين ميتومو
- لوكا توني
- لويس بوا مورتي
- لي تي
- لي جينيو
- لي ليلي
- لي هيندري
- لي يونغ بو
- ليبور سيونكو
- ليدسون
- ليف تايلر
- ليفان كوبياتشفيلي
- ليلا صادقي
- ليلى محمد على
- ليليان كومبان
- ليو فرانكو
- مبارك العرو
- مات دوك
- ماثيو بوث
- ماجي جيلنهال
- مارتن لاورسن
- مارشال روبين
- مارك جيكيل
- مارك فان بوميل
- ماركو ستوراري
- ماريانو بيرنيا
- ماريك مينتال
- ماريك هاينز
- ماسيمو أمبروزيني
- ماكس ميرناي
- مانويل ألمونيا
- مانويل بليري
- مانيش
- مايك شينودا
- مايكل براون (لاعب)
- مايومي إيزوكا
- مبارك عبد العزيز
- محمد أوريليو
- محمد الهاشمي
- محمد اليعقوبي
- محمد عبد المنصف
- محمد عوض الترتوري
- مروة الشربيني
- مشاعل الزنكوي
- مشعل نايف
- مشعل المطيري
- مصدق سنوسي
- مفتاح سعد محمد غزالة
- منال الغداني
- منى شداد
- مهدي مهدافيكيا
- مورغان دي سانكتس
- موريسيو أوشمان
- ميرنا وليد
- ميشيل حنا
- ميغيل أنجيل كاريليرو
- ميكائيل سيلفيستر
- ميلو فينتميليا
- ميليفوي فيتاكيتش
- نابليون (مغني)
- نجلاء الكندري
- ناصر العثمان
- نيكولاس كيفر
- نيناد دزوديتش
- هاكان ياكين
- هاني سلامة
- هايدار هيليغسون
- هشام زروالي
- همام خليل البلوي
- هنري كامارا
- هيا الشعيبي
- هيثم مصطفى
- هيديتوشي ناكاتا
- هيرفوي فيجيتش
- هيرفي بوغنيت
- هيروكي ياسموتو
- هيكل مقنم
- وائل عبد القادر عقيلان
- وليد علي عصمان
- وويسيتش كواليوسكي
- ويلي سانيول
- ياسر إلياس
- ياسيم بوبر
- يان سيباستيان يوريه
- يسبر غرونكيار
- يكسيل أوسمانوفسكي
- يورغن باتوكا
- يورغن ماتشو
- يوسف الثويني
- يوسف سفري
- يوهان فوغل
- ييري ياروشيك
- خالد محمد عبده

### فبراير
- 5 فبراير - هوتن دولتي، ناشط سياسي ومهندس وصحفي إيراني.
- 3 فبراير- دادي يانكي، مغني بورتوريكي

### مارس
- 8 مارس - رنا الرفاعي، ممثلة وممثلة صوت لبنانية.
- 17 مارس - عبد العزيز علي فرج، قارئ مصري.

### يوليو
- 15 يوليو - وائل شرف، ممثل سوري

### أغسطس
- 5 أغسطس - ريو هيروهاشي, ممثلة أداء صوتي يابانية.
- 23 أغسطس - كينتا مياكي, ممثل أداء صوتي ياباني.
- 23 أغسطس - دوغلاس سيكيويرا, لاعب كرة قدم كوستاريكي.

### سبتمبر
- 8 سبتمبر - أسامي سانادا, ممثلة أداء صوتي يابانية.
- 14 سبتمبر - ميو ماتسوكي، مؤدية أصوات يابانية
- 15 سبتمبر - أنجيلا أكي
- 24 سبتمبر - تامر محمد عبد الحميد

### أكتوبر
- 9 أكتوبر - كارين الحرار، محامية وسياسية إسرائيلية.
- 26 أكتوبر - لجين عمران، إعلامية سعودية.

### نوفمبر
- 12 نوفمبر - لي موراي، مصارع بريطاني-مغربي في فنون القتال المتنوع.
- 19 نوفمبر - حنا رباني خار، سياسية باكستانية.

### تاريخ غير معروف
- راؤول غونزاليس
- ردينة معلا، سباحة سورية.

## وفيات
- أحمد الصافي النجفي
- أحمد بن علي آل ثاني
- أرشيبالد هل
- ألكسندر صاروخان
- أنطوني إيدن
- إبراهيم أنيس
- إبراهيم محمد الحمدي
- إدغار أدريان
- إرنست بلوخ
- إلفيس بريسلي
- البهي الخولي
- راشد حسين
- تشارلي تشابلن
- جيمس كاين
- جوان كراوفورد
- جوسيب ساميتيير
- راشد حسين
- روبرت مككمسون
- محمد يوسف البنوري
- روبرتو روسيليني
- رودولف فيتلاسيل
- رودولف ياكوب هوم
- رينيه جوسيني
- سعد الدين وهبة
- سيب هيربرجر
- سيرجي إليوشن
- شفيق المعلوف
- صالح فرحات
- عبد الحليم حافظ
- عبد الحميد العبار
- عبد الله شمس الدين
- علي شريعتي
- علي صالح السعدي
- عمارة دبيش
- فتحي قورة
- فلاديمير نابوكوف
- فوزي القاوقجي
- فيرنر فون براون
- كارل تسوكماير
- كمال الدين رفعت
- كمال جنبلاط
- لودفيغ إيرهارت
- ماريا كالاس
- محمد حسين الذهبي
- محمد علي أحمد
- محمد كامل حسين
- محمود حسن إسماعيل
- مشاعل بنت فهد بن محمد آل سعود
- مفدي زكريا
- مكاريوس الثالث (قبرص)
- نيللي تايلي روس
- هادي نصر الله
- هيرمان فيلسنر
- يوسف أبو الخدود، عالم لبناني

### يوليو
- 13 يوليو - كمال الدين رفعت، سياسي ووزير وضابط مصري وأحد رجال تنظيم الضباط الأحرار المصريين.

### أغسطس
- 15 أغسطس - ناجي معروف - أديب ومؤلف عراقي.

### سبتمبر
- ؟ نبيهة حداد، شاعرة سورية.
- 21 سبتمبر - أدولف جروهمان - مستعرِب وفقيه لغوي وعالم مصريات نمساوي.

### نوفمبر
- 19 نوفمبر - تشيستر آرنولد، إحاثي وعالم نبات أمريكي.
- 25 نوفمبر - الشيخ أحمد بن علي ال ثاني - الحاكم الخامس لقطر وهو أول حاكم لقطر بعد الاستقلال وتوفي في لندن.

### ديسمبر
- 11 ديسمبر - تقي الدين النبهاني، مؤسس حزب التحرير.

## نال جائزة نوبل
- في الفيزياء – البريطاني نيفيل موت والأمريكيان فيليب أندرسون وجون فان فليك.
- في الكيمياء – البلجيكي إيليا بريغوجين.
- في الطب – الأمريكان روزالين يالو وروجه غيومين وأندرو شالي.
- في الأدب – الإسباني فيسنته ألكسندر.
- في السلام – منظمة العفو الدولية.
- في الإقتصاد – السويدي بيرتل أولين والبريطاني جيمس ميد.